# Woroneż (rzeka)
Woroneż (ros. Воронеж) – rzeka w zachodniej Rosji, na terenie obwodów lipieckiego, tambowskiego i woroneskiego, lewostronny dopływ Donu.
Rzeka bierze swój początek u zbiegu rzek Polnoj Woronież i Lesnoj Woronież. Jej długość wynosi 342 km (520 km licząc od źródeł Polnego Woronieżu), a powierzchnia dorzecza – 21 600 km². Towarzyszą jej liczne starorzecza. W dolnym biegu jest żeglowna, zamarza na okres czterech miesięcy (od grudnia do marca). 
Nad rzeką położone są miasta Woroneż i Lipieck.
W 1971 roku na wysokości miasta Woroneż na rzece zbudowano sztuczny zbiornik wodny Woronieżskoje wodochraniliszcze.